# Brachychiton obtusilobus
Brachychiton obtusilobus är en malvaväxtart som beskrevs av G.P. Guymer. Brachychiton obtusilobus ingår i släktet Brachychiton och familjen malvaväxter. Inga underarter finns listade i Catalogue of Life.